# 騰訊醫典
騰訊醫典是腾讯旗下的医学知識科普平台，於2017年12月29日推出，當時名為企鹅医典。2019年1月25日，企鹅医典的應用程序上線，並更名為騰訊醫典。截至2019年6月，已有中華人民共和国百家医院和1000多位专家入駐該平台，文章達4万余篇，WebMD的60000篇医学内容也授權給該平台。多家醫院的資訊平台也引用騰訊醫典的內容。

## 外部連結
- 官方网站